# Xherdan Shaqiri
Xherdan Shaqiri (pronunciació en albanès: [dʒɛrdan ʃaciɾi]; Gnjilane, 10 d'octubre de 1991) és un futbolista suís que juga com a migcampista al FC Basel. Des de la seva irrupció en el primer equip del Basilea, Shaqiri ha rebut elogis per la seva velocitat, tant amb la pilota com sense. Shaqiri és esquerrà.

## Trajectòria

### FC Basel
Xherdan Shaqiri va ingressar al planter del FC Basel. La temporada 2009/10 ja era jugador del primer equip amb tan sols 18 anys, tot i que al principi no disposava de molts minuts, però amb la marxa d'Eren Derdiyok al Bayer Leverkusen va agafarexperiència fins a guanyar-se un lloc a l'onze titular. Després molt bones actuacions va ser convocat per jugar el Mundial de Sud-àfrica 2010 amb la selecció suïssa.

### Bayern de Múnic

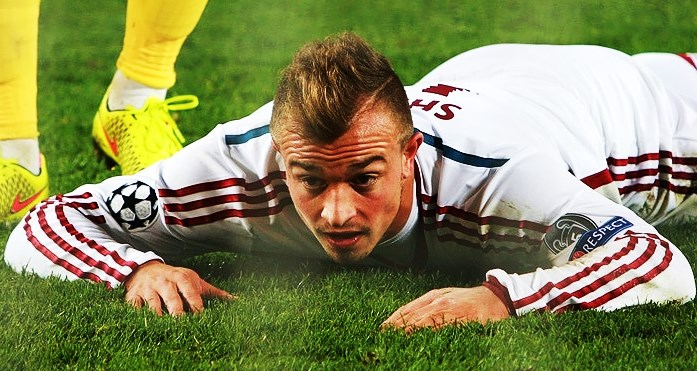
Shaqiri l'octubre de 2014.

El 3 de febrer de 2012 es confirma el fitxatge de Shaqiri pel Bayern de Múnic per la temporada 2012-13 signant un contracte de 5 anys per 11 milions d'euros. Va aconseguir el seu primer gol amb la samarreta del Bayern Múnic el 14 de desembre de 2012, el de l'empat del conjunt bavarès contra el Borussia Mönchengladbach en un partit que acabaria 1-1. En la seva primera temporada a l'equip alemany, Shaqiri va aconseguir el pòquer de títols europeus (Supercopa d'Alemanya, Bundesliga, Copa d'Alemanya i UEFA Champions League), inclòs el triplet de màximes competicions.

### Inter de Milà
El 8 de gener de 2015, es va confirmar que Shaqiri jugaria cedit a l'Inter de Milà fins al final de la temporada 2014-15 amb obligació de compra per una xifra d'entre 15-18 milions d'euros, segons les variables que aconseguís el jugador. Després d'un començament bastant bo, amb gol en el seu debut, Shaqiri va perdre participació golejadora, per la qual cosa es va començar a especular amb la seva sortida del club a la fi de la temporada.

### Stoke City
El juliol de 2015, el club anglès Stoke City va acordar un traspàs de 12 milions de lliures per signar amb Shaqiri, però l'acord va fracassar quan ell no va estar d'acord amb les negociacions abans de la data límit imposada pel club. No obstant això, dies després, es va confirmar que Shaqiri jugaria cedit per tota la temporada 2015-16 a l'equip anglès, amb una opció de compra que es reserva el club a final de la temporada.

### Liverpool
El dia 13 de juliol del 2018 es fa oficial el seu traspàs al Liverpool. Allí guanyaria una Champions League una Premier League dos Supercopes d'Europa i un Mundialet de Clubs.
Olympique Lyonnais
Després de tres anys a l'equip anglès el dia 23 d'agost del 2021 es fa oficial el seu traspàs a l'Olympique de Lió per una xifra d'11 milions d'euros.

## Internacional
Shaqiri va debutar amb la selecció suïssa el 3 de març del 2010 en un partit amistós en què el seu equip va caure 1-3 contra l'Uruguai. Va ser inclòs en l'equip suís que va disputar el mundial de Sud-àfrica 2010, després de ser convocat per sorpresa per Ottmar Hitzfeld, ja que Shaqiri no havia jugat les eliminatòries. Va debutar en el tercer partit contra Hondures, jugant 12 minuts, partit en què va entrar en el minut 78 en l'empat 0-0 que eliminava als suïssos; tenia 18 anys.
Shaqiri va marcar el seu primer gol per Suïssa el 7 de setembre de 2010, en la derrota per 1-3 davant d'Anglaterra a la classificació per l'Eurocopa 2012. El 6 de setembre de 2011, va marcar un hat-trick per vèncer Bulgària per 3-1, en partit de classificació per a l'Eurocopa 2012.
El 13 de maig de 2014 l'entrenador de la selecció de Suïssa, Ottmar Hitzfeld, va incloure Shaqiri en la llista oficial de 23 jugadors convocats per afrontar la Copa del Món de Futbol de 2014. Al mundial del Brasil va ser el davanter titular i va marcar 3 gols en total, amb un hat-trick a Hondures en la victòria suïssa per 3-0 i classificació a vuitens de final.

### Participacions en Copes del Món
| Mundial                        | Seu        | Resultat         | Partits | Gols |
| ------------------------------ | ---------- | ---------------- | ------- | ---- |
| Copa del Món de Futbol de 2010 | Sud-àfrica | Primera fase     | 1       | 0    |
| Copa del Món de Futbol de 2014 | Brasil     | Vuitens de final | 4       | 3    |

Copa del Món de Futbol de 2018 /Russia/-Seu /Fase de grups/-Resultat /3/-Partits /1/-Gols

## Estadístiques

### Clubs
Actualitzat al darrer partit jugat el 7 de maig de 2016.
| F. C. Basel · Suïssa | 2009-10       | 32  | 4  | 5  | 5  | 1 | 0 | 10 | 2 | 0  | 47  | 7  | 5  |
| F. C. Basel · Suïssa | 2010-11       | 29  | 5  | 5  | 2  | 0 | 1 | 11 | 2 | 4  | 42  | 7  | 10 |
| F. C. Basel · Suïssa | 2011-12       | 31  | 9  | 9  | 4  | 0 | 1 | 6  | 0 | 2  | 41  | 9  | 12 |
| F. C. Basel · Suïssa | Total club    | 92  | 18 | 19 | 11 | 1 | 2 | 27 | 4 | 6  | 130 | 23 | 27 |
| FC Bayern de Múnic · Alemanya | 2012-13       | 26  | 4  | 6  | 6  | 3 | 5 | 7  | 1 | 2  | 39  | 8  | 13 |
| FC Bayern de Múnic · Alemanya | 2013-14       | 17  | 6  | 2  | 4  | 1 | 2 | 6  | 0 | 2  | 27  | 7  | 4  |
| FC Bayern de Múnic · Alemanya | 2014-15       | 9   | 1  | 2  | 2  | 0 | 0 | 4  | 1 | 0  | 15  | 2  | 2  |
| FC Bayern de Múnic · Alemanya | Total club    | 52  | 11 | 12 | 12 | 4 | 7 | 17 | 2 | 4  | 81  | 17 | 19 |
| Inter de Milà · Itàlia | 2014-15       | 15  | 1  | 2  | 2  | 1 | 0 | 3  | 1 | 0  | 20  | 3  | 2  |
| Inter de Milà · Itàlia | Total club    | 15  | 1  | 2  | 2  | 1 | 0 | 3  | 1 | 0  | 20  | 3  | 2  |
| Stoke City · Anglaterra | 2015-16       | 27  | 3  | 6  | 5  | 0 | 0 | -  | - | -  | 32  | 3  | 6  |
| Stoke City · Anglaterra | Total club    | 27  | 3  | 6  | 5  | 0 | 0 | 0  | 0 | 0  | 32  | 3  | 6  |
| Total carrera | Total carrera | 186 | 33 | 39 | 30 | 6 | 9 | 47 | 7 | 10 | 263 | 46 | 54 |
| (1) Inclou dades de Copa suïssa, Copa alemanya, Supercopa alemanya, Copa italiana, Capital One Cup, FA Cup. (2) Inclou dades de UEFA Europa League, UEFA Champions League, Supercopa d'Europa, Mundial de Clubs. |               |     |    |    |    |   |   |    |   |    |     |    |    |

## Palmarès

### Club
Basel
- Lliga suïssa: 2009–10, 2010–11, 2011–12
- Copa suïssa: 2009–10, 2011–12

Bayern de Múnic
- 1.Bundesliga: 2012–13, 2013–14
- DFB-Pokal: 2012–13, 2013–14
- DFL-Supercup: 2012
- Lliga de Campions de la UEFA: 2012–13
- Supercopa d'Europa: 2013
- Campionat del Món de Clubs de futbol: 2013

Liverpool
- Lliga de Campions de la UEFA: 2018-19
- Supercopa d'Europa: 2019
- Campionat del Món de Clubs de futbol: 2019
- Premier League: 2019-20

### Premis individuals
- Premi Golden Player suís "SFAP Golden Player": 2012[8]
- Premi Golden Player suís "Millor jugador jove": 2012[9]